# Бабійчук Андрій Олександрович
Андрі́й Олекса́ндрович Бабійчу́к — майор Збройних сил України, учасник російсько-української війни.
Військовий розвідник, брав участь у бойових діях на сході України.

## Нагороди
За особисту мужність, сумлінне та бездоганне служіння Українському народові, зразкове виконання військового обов'язку відзначений — нагороджений
- 10 вересня 2015 року — орденом Богдана Хмельницького III ступеня.